# Space Adventures
Space Adventures Ltd. är ett amerikanskt företag baserat i Virginia, USA, som tillhandahåller rymdturism. Företaget grundades 1998 av Eric C. Anderson.